# Convento del Valle

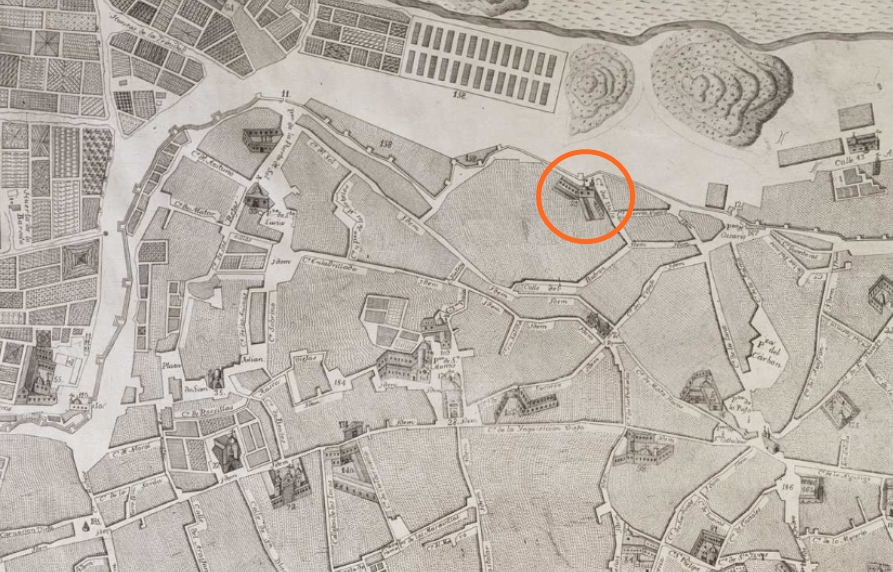
Convento del Valle (señalado en naranja). Plano de Sevilla del asistente Pablo de Olavide de 1771

El convento de Nuestra Señora del Valle fue un establecimiento religioso fundado en el siglo XVI. Se encontraba situado en la actual calle María Auxiliadora en Sevilla (Andalucía, España). En este lugar se encuentra actualmente los denominados Jardines del Valle.

## Historia

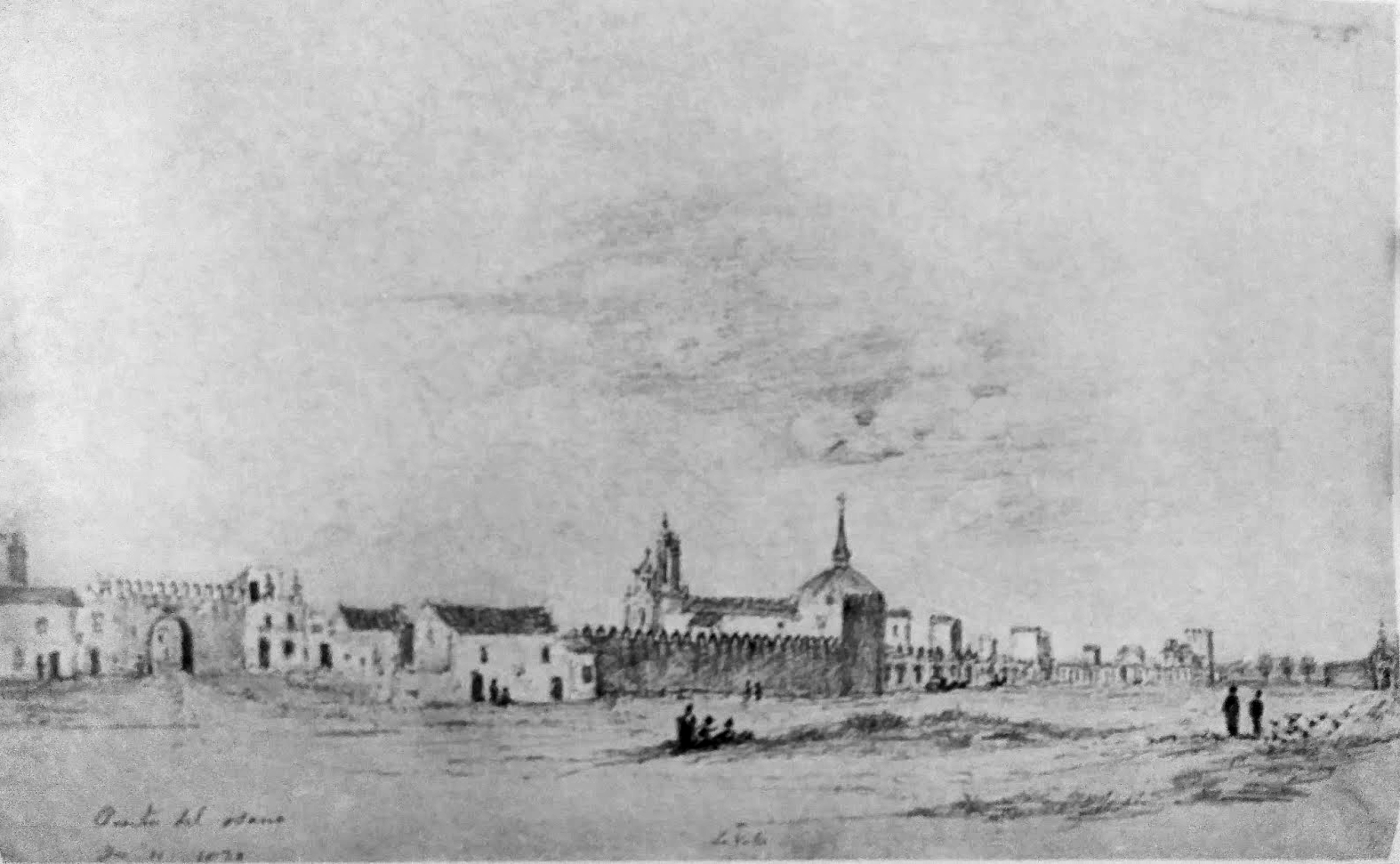
La Puerta Osario y el Convento del Valle. Richard Ford. 1830

El nombre de este sitio puede provenir de que la zona era un valle con árboles donde existía un desnivel que se utilizaba para almacenar agua. Una leyenda cuenta que la Virgen del Valle ayudó en el rescate de un niño que se había caído a un pozo del lugar.
En 1403 se fundó en este sitio el Convento de Nuestra Señora del Valle, de monjas dominicas. En 1507 estas monjas fueron repartidas entre los Conventos de Madre de Dios y San Clemente. Posteriormente, fue ocupado por la Congregación de Santa Catalina de la Penitencia, de terciarias dominicas, que había contado con el apoyo de Isabel la Católica. La congregación se fusionó con la del Monasterio de Santa María la Real en 1511, siendo arzobispo Diego de Deza.
En 1529 el convento pasó a ser ocupado por la Orden de los Padres Regulares Terciarios de San Francisco.
En 1567 fue ocupado por la Orden de los Franciscanos Observantes que, integrados en los frailes recoletos, permanecieron en el convento hasta la desamortización de 1835.
En el convento se encontraba la imagen de la Virgen del Valle. Una leyenda dice que la imagen de la Virgen se encontraba abandonada y en mal estado en la Parroquia de San Román. Un sacristán fue a tirarla al fuego, pero se le apareció la Virgen para reprocharle esa intención. El sacristán dio cuenta al arzobispo del milagro, celebró cultos en honor a la Virgen y dejó la imagen en el Convento del Valle, donde se encontraban las monjas dominicas.
En 1648 había 44 personas en el convento.
En 1810, en la invasión francesa de Sevilla, el convento fue exclaustrado y buena parte de sus enseres fueron destruidos. Los frailes regresaron en 1816, procediendo a labores de restauración. El convento fue desamortizado en 1835.
La iglesia se mantuvo abierta, a cargo de un capellán. El convento fue usado como almacén de grano y como casa de vecinos.
En 1856 la iglesia fue restaurada a instancias del sacerdote Mariano del Pilar de la Torre, que había pertenecido a la comunidad exclaustrada y que actuaba de visitador de la Orden Tercera Seglar que se ocupaba de la iglesia entonces. No obstante, las obras fueron insuficientes. En 1873 la iglesia fue derribada. En su lugar se levantó una nueva, que quedó terminada en 1877.

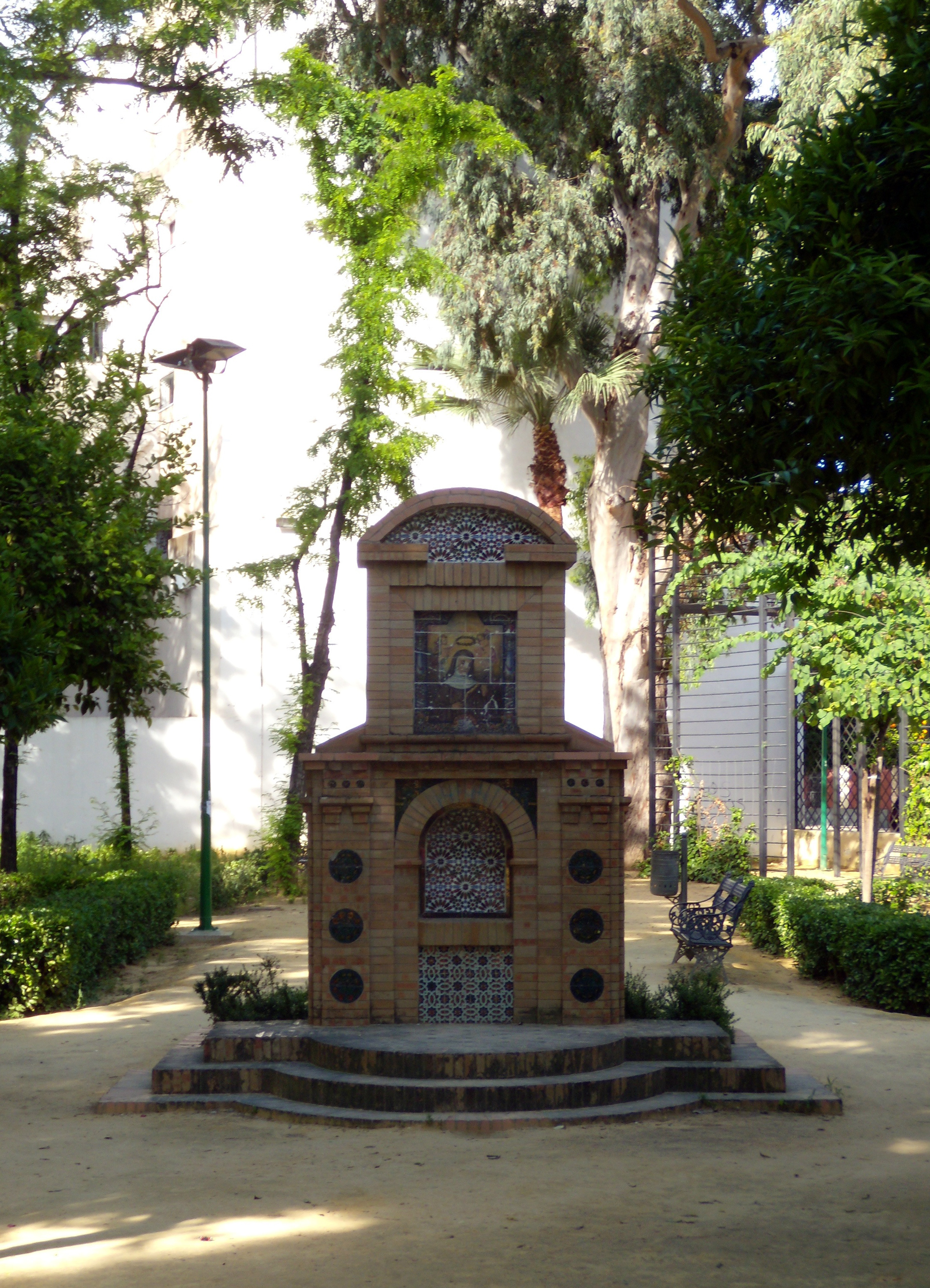
Retablo cerámico en los jardines del Valle

El edificio del convento fue adquirido por la viuda del marqués de Villanueva que, en 1866, lo entregó a la comunidad de religiosas del Sagrado Corazón. Esta congregación estableció en él un colegio femenino, que tuvo su sede en este lugar hasta 1975.

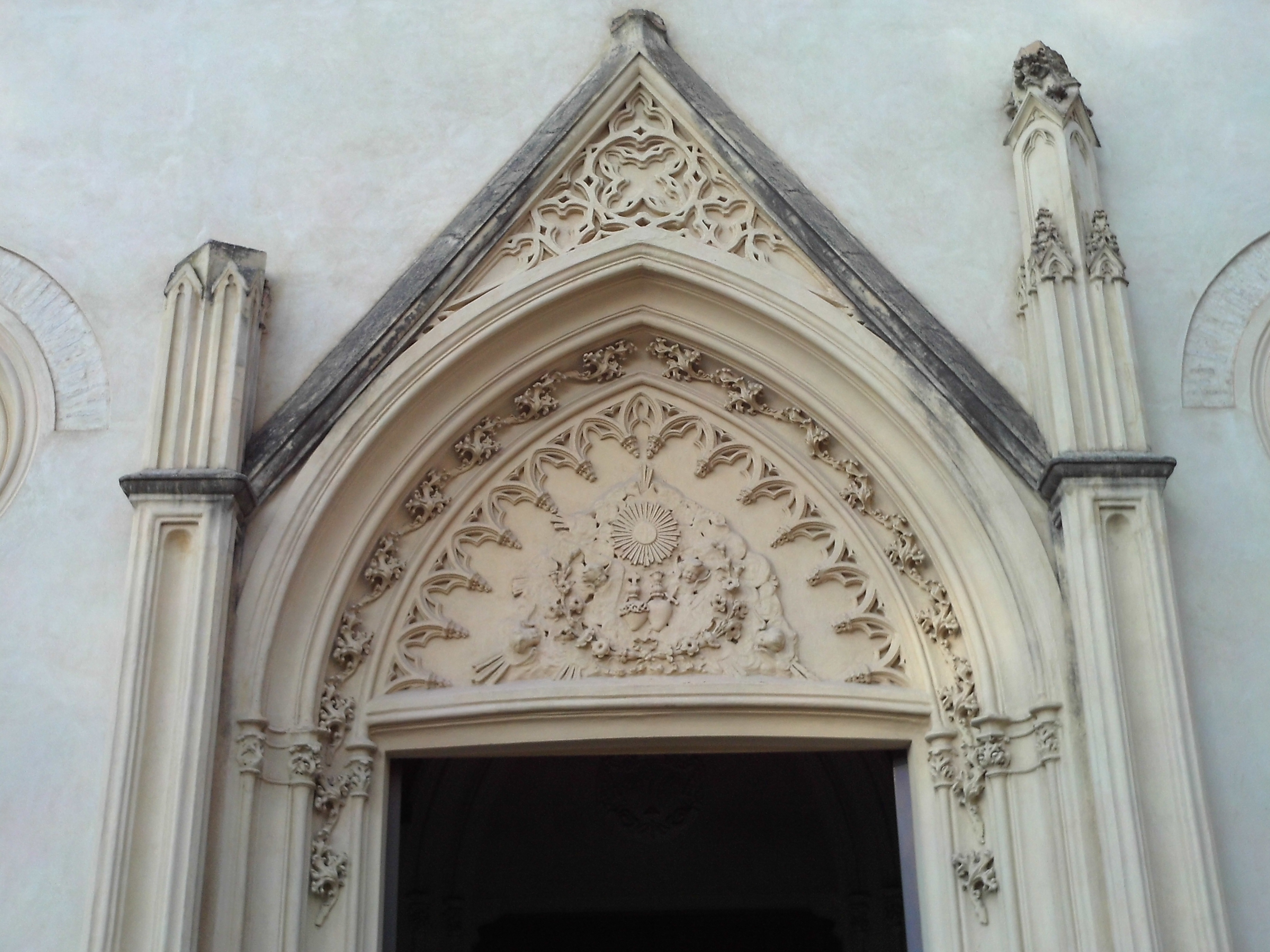
El santuario de los Gitanos

El edificio fue derribado, conservándose la puerta principal y un retablo cerámico. En esta parcela se construyeron unos jardines en 2010.
En este convento se encontraba el cuadro La Inmaculada Concepción con Mateo Vázquez de Leca, realizado por Francisco Pacheco en 1621, que se encuentra en Sevilla en colección particular.

## Hermandades
En el convento había varias hermandades. En una capilla de la iglesia del convento tenía su sede la Hermandad de San Diego, que encargó un retablo para la misma en 1603. En 1544 se trasladó a una capilla de este lugar, desde el monasterio de Santiago, la Hermandad de Jesús del Gran Poder.
En 1450 se fundó en este convento la Hermandad de la Santa Faz y Nuestra Señora de la Encarnación. Esta cofradía podría hacer referencia a un retrato de la Santa Faz donado por el cardenal Juan de Cervantes.
En 1540 se fundó en la Iglesia de San Martín la Hermandad de la Coronación de Espinas. Posteriormente, se trasladó al Convento de Monte-Sion en este mismo siglo y, a finales del siglo XVI, tenía su sede canónica en el Convento del Valle.
En 1558 la Hermandad de la Santa Faz y Nuestra Señora de la Encarnación aprobó sus nuevas reglas, por las que se constituía como cofradía de penitencia. Tenía su sede en una capilla que se encontraba en el claustro. En 1590 se fusionó con la Hermandad de la Coronación de Espinas. La cofradía resultante fue la Cofradía del Santísimo Cristo de la Coronación de Espinas, Nuestro Padre Jesús con la Cruz al Hombro, Nuestra Señora del Valle y Santa Mujer Verónica. En 1695 situaron su sede en la capilla de la iglesia donde había estado la Hermandad del Gran Poder. En 1810, con motivo de la ocupación francesa, la hermandad se trasladó a la Iglesia de San Román y luego a la iglesia de los frailes menores, en donde realizó nuevos retablos. En 1816 regresó al Convento del Valle. En 1827, debido al mal estado de la capilla, se trasladaron a la Iglesia de San Andrés. En la actualidad, la Hermandad del Valle tiene su sede en la Iglesia de la Anunciación.
En la década de 1990 la iglesia fue restaurada por la Hermandad de los Gitanos, con aportaciones económicas de la duquesa de Alba. La Hermandad de los Gitanos se trasladó a este templo en 1999.